# Hunald af Aquitanien
Hunald (også kendt som Chunold, Hunold, eller Hunaud), hertug af Aquitanien (735-744 eller 748), efterfulgte sin far Odo den Store i 735.
Hunald nægtede at anerkende den frankiske Major Domus, Karl Martells overherredømme, hvorefter Karl overskred Loire og indtog byerne Bordeaux og Blaye, men han tillod til sidst Hunald at beholde Aquitanien på den betingelse, at han svor troskab.
Fra 736 til 741 synes forholdet mellem Karl og Hunald at have været udmærket, men efter Karls død i 741 erklærede Hunald krig mod frankerne, marcherede gennem Loireområdet og afbrændte Chartres. Forfulgt af Pipin den Lille og dennes søn Carloman søgte Hunald fred i 745, hvorefter han trak sig tilbage til et kloster, sandsynligvis på den lille ø Île de Ré.
Senere dukker han op igen i Italien, hvor han allierede sig med langobarderne, men blev stenet til døde. Han havde efterladt sit fyrstedømme Aquitanien til Waifar, som sandsynligvis var hans søn. Waifar kæmpede i otte år for at forsvare Aquitaniens uafhængighed.